# 拉戈德
拉戈德（法語：La Gaude，法語發音：[la ɡod]）是法国滨海阿尔卑斯省的一个市镇，位于该省中南部，属于格拉斯区。

## 地理
拉戈德（43°43'19"N, 7°9'11"E）面积13.1 平方千米，位于法国普罗旺斯-阿尔卑斯-蓝色海岸大区滨海阿尔卑斯省，该省份为法国东南部沿海省份，南濒地中海，西南至瓦尔省，西北接上普罗旺斯阿尔卑斯省，北部和东部与意大利接壤。
与拉戈德接壤的市镇（或旧市镇、城区）包括：滨海卡涅、尼斯、圣让内、圣洛朗迪瓦尔、旺斯。

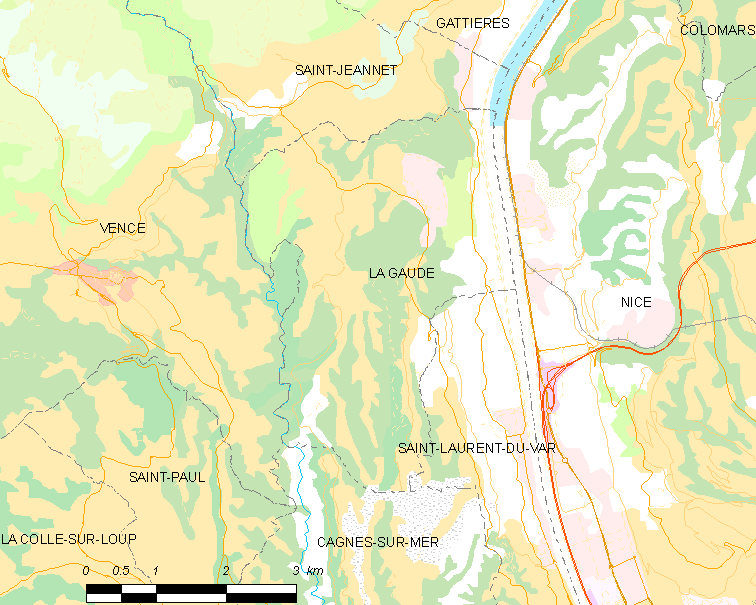
拉戈德的OSM定位图

拉戈德的时区为UTC+01:00、UTC+02:00（夏令时）。

## 行政
拉戈德的邮政编码为06610，INSEE市镇编码为06065。

## 政治
拉戈德所属的省级选区为滨海卡涅第二县。

## 人口

1962-2008年间拉戈德人口变化图示

拉戈德于2022年1月1日时的人口数量为7194人。